# Pseudoperichaeta nigrolineata
Pseudoperichaeta nigrolineata is een vlieg uit de familie van de sluipvliegen (Tachinidae). De wetenschappelijke naam van de soort is voor het eerst geldig gepubliceerd in 1853 door Francis Walker.